# Findon, West Sussex
Findon är en ort och civil parish i Storbritannien.   Den ligger i grevskapet West Sussex och riksdelen England, i den södra delen av landet, 70 km söder om huvudstaden London. Findon ligger 56 meter över havet och antalet invånare är 1 758.
Terrängen runt Findon är platt söderut, men norrut är den kuperad. Runt Findon är det mycket tätbefolkat, med 1 411 invånare per kvadratkilometer. Närmaste större samhälle är Brighton, 19,3 km öster om Findon. Trakten runt Findon består till största delen av jordbruksmark.